# Джек Ричер, или В розыске
«Джек Ричер, или В розыске» (англ. A Wanted Man) — роман английского писателя Ли Чайлда, вышедший в 2012 году. Семнадцатая книга из серии о бывшем военном полицейском Джеке Ричере, сиквел романов «Джек Ричер, или 61 час» и «Джек Ричер, или Это стоит смерти».

## Сюжет
Бывший военный полицейский Джек Ричер пытается автостопом выбраться из Небраски. Его путь лежит в Виргинию, чтобы встретиться с майором Сьюзен Тернер, командиром 110-го подразделения военной полиции, которым Джек когда-то руководил. Двое мужчин, Дональд Маккуин и Алан Кинг, и Карен Дельфуэнсо подвозят Ричера. Разговорившись с попутчиками, Джек замечает, что мужчины явно лгут, а женщина очень нервничает. Они проезжают два контрольно-пропускных пункта, где дорожная полиция ищет убийц на «Мазде». Агент ФБР Джулия Соренсон и шериф Виктор Гудмен находят автомобиль беглецов и устанавливают, что убийцы похитили официантку и угнали её «Шевроле».
Дельфуэнсо даёт Ричеру понять, что двое мужчин в машине — это те люди, которых ищет полиция, и что Карен — заложница. Джеку удаётся сообщить об этом властям на одной из бензоколонок. Маккуин стреляет в Ричера, но промахивается. Убийцы и заложница уезжают.
Ричер встречается с агентом Соренсон. Они находят сгоревший автомобиль, возможно, с телом Дельфуэнсо в нём. Выясняется что Люси, дочь Карен, также была похищена, а беглецами заинтересованы двое агентов ЦРУ из отдела по борьбе с терроризмом.
На самом деле Дельфуэнсо жива, а в сгоревшем «Шевроле» было тело Кинга. Карен, как и Маккуин, является агентом ФБР, работающим под прикрытием. Соренсон, Дельфуэнсо и Ричер находят бункер террористов. Снайпер убивает Джулию, и Джек в отместку расправляется с бандитами.

## Награды
2012 — Премия «British Book Awards» в номинации «Детектив года»